# Бији (Алије)
Бији (фр. Billy) насеље је и општина у централној Француској у региону Оверња, у департману Алије која припада префектури Виши.
По подацима из 2011. године у општини је живело 835 становника, а густина насељености је износила 81,7 становника/km². Општина се простире на површини од 10,22 km². Налази се на средњој надморској висини од 220 метара (максималној 375 m, а минималној 235 m).

## Демографија
| 1962. | 1968. | 1975. | 1982. | 1990. | 1999. | 2011. |
| ----- | ----- | ----- | ----- | ----- | ----- | ----- |
| 820   | 1.084 | 912   | 921   | 1.007 | 929   | 835   |

График промене броја становника у току последњих година